# Tim Shell
Pour les articles homonymes, voir Shell.
Timothy Robert Shell, né le 5 mai 1968 , est un entrepreneur internet américain, membre fondateur (en 1996) de la compagnie Bomis et son actuel CEO.

## Autres activités
En 2003, Tim Shell a été l'un des premiers membres du conseil d'administration de la fondation Wikimedia, lors de sa création. En octobre 2006, il a été nommé vice-président, bien qu'il ait fait peu de nouvelles contributions rédactionnelles à Wikipédia depuis un certain temps. En décembre 2006, il a quitté le conseil d'administration et a été remplacé par Jan Bart de Vreede.